# Estación Central (Metro de Brasília)
La Estación Central es una de las estaciones del Metro de Brasilia, situada en Brasilia, al lado de la Estación Galeria. Es la primera estación de la Línea Verde y de la Línea Naranja. La estación está localizada junto a la Carretera del Plan Piloto, el principal terminal de autobuses del Distrito Federal.
Fue inaugurada en 2001 y atiende a toda la región central de Brasilia.

## Accesos
El acceso a la estación se realiza además de a través de escaleras, también por ascensor, facilitando la movilidad de personas con minusvalías físicas. Además de esto, los usuarios procedentes de la Carretera del Plan Piloto tienen acceso a la estación por una pasarela de 80 metros de extensión.

## Cercanías
- Carretera del Plan Piloto
- CONIC (Sector de Diversiones Sur)
- Conjunto Nacional

## Integraciones
Además de la Carretera del Plan Piloto, la estación está integrada en una estación viaria, que actualmente es el principal punto de embarque de las líneas de autobús urbanas y metropolitanas.
Las siguientes líneas de autobús operadas por la TCB están activas:
- 108.0 - Carretera Plan Piloto / Tres Poderes
- 108.3 - Carretera Plan Piloto / STJ - TSJ (Pier 21)
- 108.5 - Carretera Plan Piloto / Shopping Popular (Rodoferroviaria - Explanada)
- 108.4 - Carretera Plan Piloto / Explanada / Buriti
- 108.6 - Carretera Plan Piloto / Shopping Popular (Rodoferroviaria)
- 108.7 - Carretera Plan Piloto / Buriti / QGE / SMU / Carretera
- 108.8 - Carretera Plan Piloto / W3 Sur / Term. Asa Sul / Nueva Carretera Interestatal